# ラムプーン県

ラムプーン県
จังหวัดลำพูน

- この項目は英語版を元に作成されています。

ラムプーン県（ラムプーンけん、タイ語: จังหวัดลำพูน）は、タイ・北部の県（チャンワット）の一つ。チエンマイ県、ラムパーン県、ターク県と接する。

## 地理
県内にはピン川が流れ、山脈に囲まれている。

## 歴史
タイ族進出前のモン族王朝のハリプンチャイ王国の元で都として栄えていた。その後、クメール族が進出したが、タイ族の王、マンラーイ王が1281年に陥落させ、ハリプンチャイ王国もろとも崩壊したが、チエンマイの衛星都市としての地位を確保。後のラーマ5世（チュラーロンコーン）のチャクリー改革以降は県としての地位を得た。

## 県章
県章には、古くからこの地域の中心であった、ワット・プラタートハリプンチャイ（寺院）の金色の仏塔が描かれている。

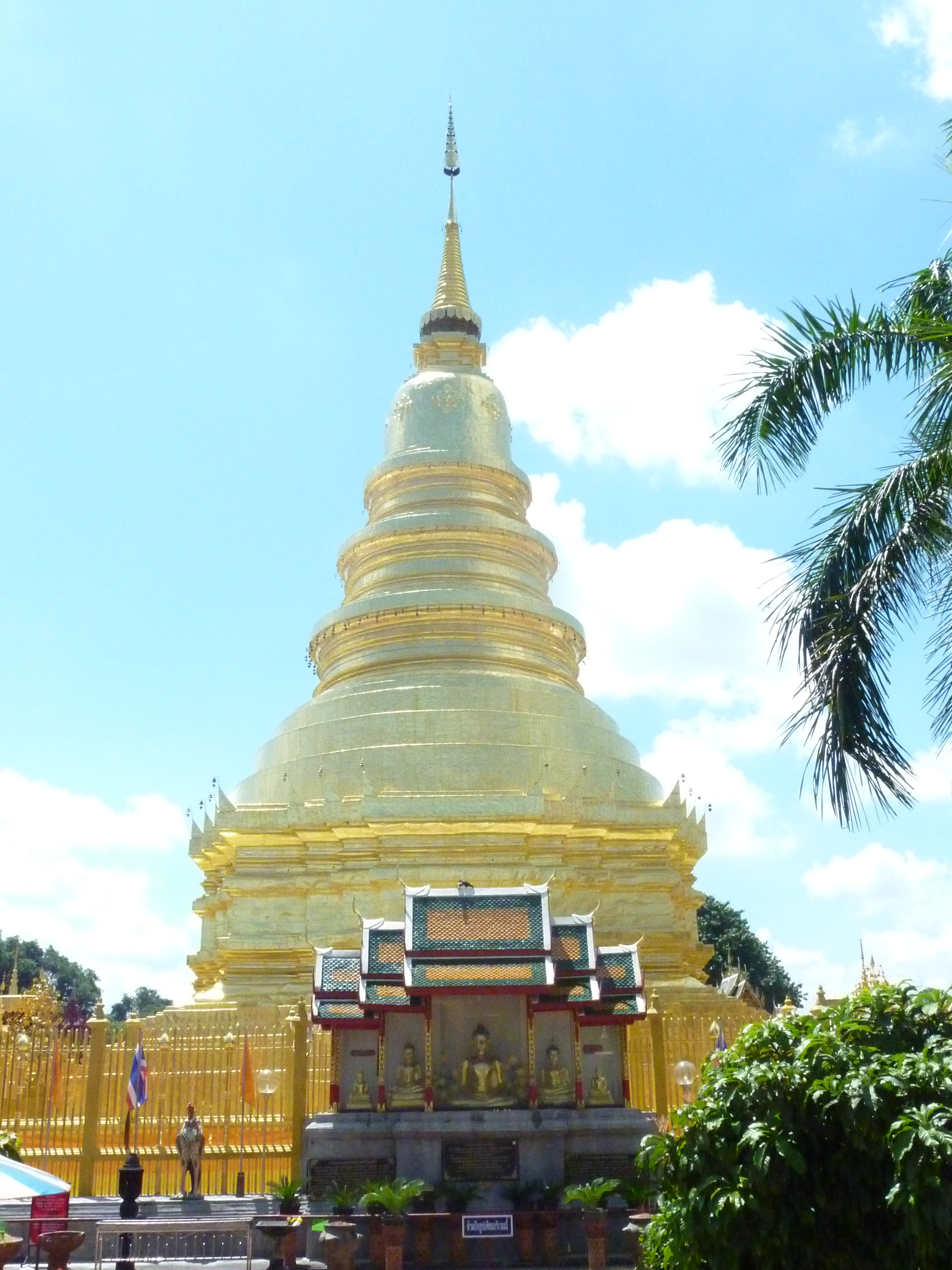
ワット・プラタートハリプンチャイの仏塔

県花はハナモツヤクノキ（Butea monosperma = Butea frondosa）、県木はモンキーポッド（Samanea saman）。

## 行政区
ラムプーン県は8の郡（アムプー）に分けられ、さらに51の町（タムボン）と520の村（ムーバーン）がある。
| ラムプーン県の郡 | 1. ムアンラムプーン郡（ムアン） 2. メーター郡 3. バーンホーン郡 4. リー郡 5. トゥンフワチャーン郡 6. パーサーン郡 7. バーンティ郡 8. ウィエンノーンロン郡 |